# جی. ویلیام بیلز
جی. ویلیام بیلز (انگلیسی: J. William Billes) (زاده ۱۸۹۷ - درگذشته ۱۹۵۶) کارآفرین، بازرگان و مدیر ارشد اجرایی کانادایی بود، که در سال ۱۹۲۲ شرکت کانیدین تایر را تأسیس نمود.